# Самозайнята особа
Самозайнята особа — термін, який використовується в українському законодавстві для позначення платника податку з доходів фізичних осіб, в тому числі єдиного або фіксованого податку.
Визначення терміна дається у ст. 14 Податкового кодексу України.
Відповідно до п. 14.1.226 ст. 14 Кодексу «Самозайнята особа — платник податку, який є фізичною особою-підприємцем або провадить незалежну професійну діяльність за умови, що така особа не є працівником в межах такої підприємницької чи незалежної професійної діяльності».
Самозайнята особа прирівнюється до найманої особи з відповідним оподаткуванням отриманих нею доходів як заробітної плати, якщо відносини за відповідним цивільно-правовим договором встановлено трудовими відносинами, а сторони договору можуть бути прирівняні до працівника чи роботодавця відповідно до пунктів 14.1.195 та 14.1.222 пункту 14.1 статті 14 ПКУ.
З економічної точки зору, самозайнятість (в англомовній економічній науці — «Self-employment») є однією з форм трудової зайнятості, що передбачає самостійну організацію власної трудової діяльності а саме самостійне розпорядження вигодами від цієї діяльності та несення всіх пов'язаних із нею ризиків.
Самозайнятими особами є, зокрема, науковці, письменники, артисти, митці, приватні вчителі, лікарі, приватні нотаріуси, адвокати, арбітражні керуючі (розпорядники майна, керуючі санацією, ліквідатори), аудитори, бухгалтери, оцінювачі, місіонери.